# Calusa
 (juin 2020).

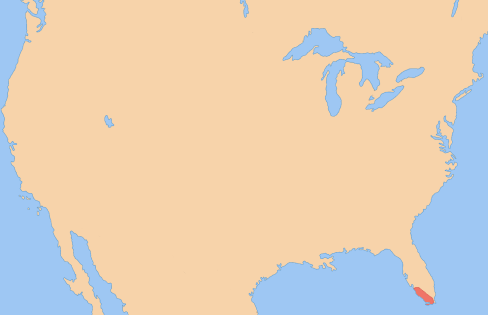
Répartition des Calusas.

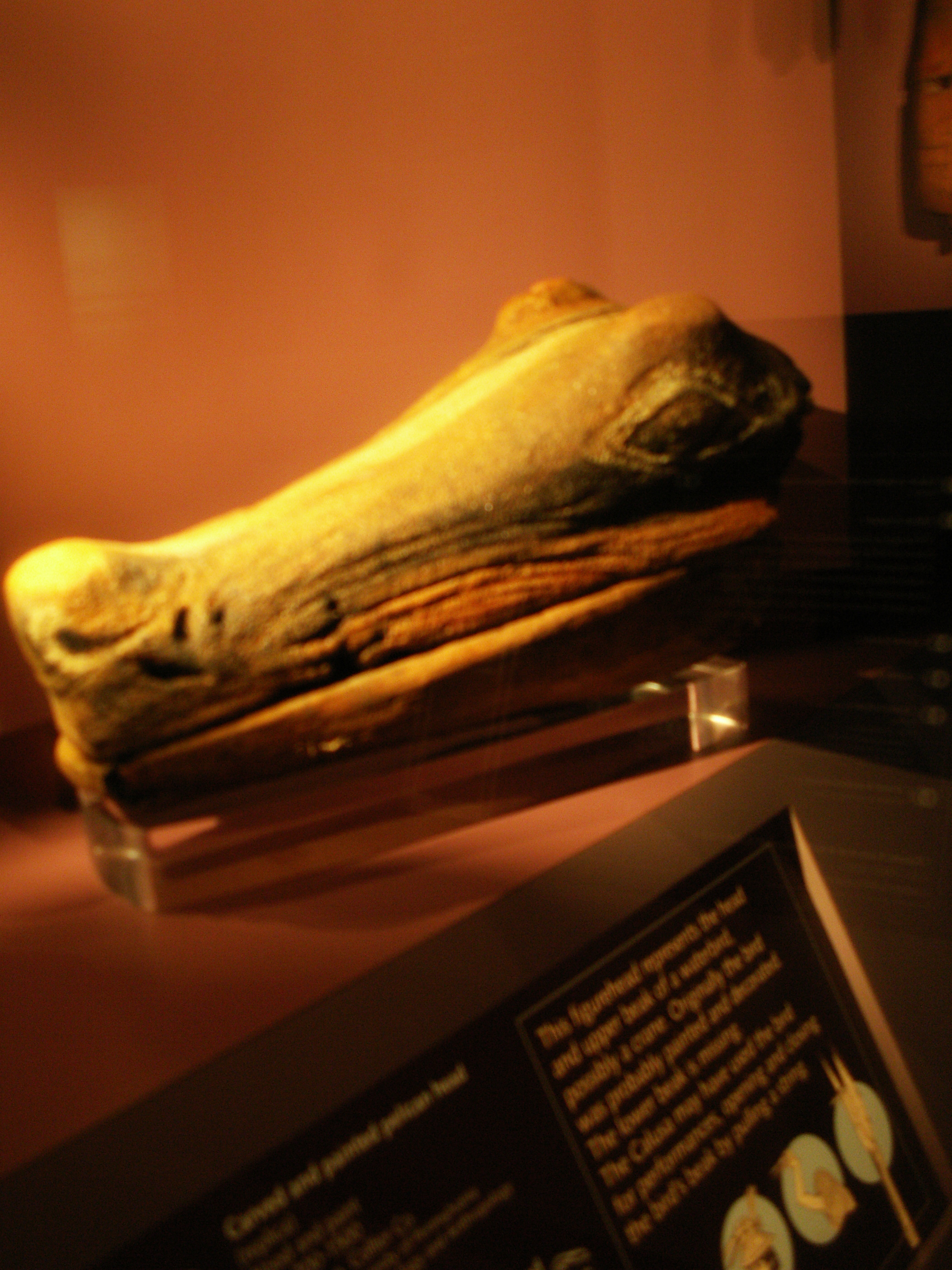
Effigie d'alligator en bois Calusa.

Les Calusas, parfois appelés Caloosa ou Calosa, étaient une tribu amérindienne qui vivait sur la côte et le long des cours d'eau du sud-ouest de la Floride. Calusa signifie homme puissant. Ils habitaient des maisons sur pilotis sans murs et aux toits de feuilles de palmiers tressées. Les Calusas étaient des guerriers.
On estime que la population calusa comptait 50 000 individus avant l'arrivée des Européens[réf. nécessaire] ; la tribu contrôlait alors la plus grande partie du sud de la Floride. Les Calusas furent la première tribu amérindienne que les explorateurs espagnols rencontrèrent en 1513. La tribu a pratiquement disparu après 1763.